# Interrupce v Kamerunu
Interrupce v Kamerunu jsou povoleny pouze tehdy, pokud těhotenství ohrožuje život nastávající matky, těhotenství vážně ohrožuje její fyzické či duševní zdraví nebo pokud žena otěhotněla po znásilnění či incestu.

## Statistika
Průzkum provedený v roce 1997 v hlavním městě Kamerunu Yaoundé odhalil, že dvacet procent žen ve věku 20–29 let podstoupilo minimálně jednou interrupci. Osmdesát procent z těchto zákroků proběhlo ve zdravotnickém zařízení, ale jejich provedení nebylo vždy bezpečné a ženy se často potýkaly s komplikacemi. Procento žen, které se pro potrat rozhodly, se zvyšovalo s dosaženým vzděláním či hrála roli skutečnost, zda dotyčná již měla děti. Z žen, které přiznaly potrat, jich 40 % podstoupilo dva a více zákroků. Podle výsledků průzkumu tak 35 % těhotenství skončilo jeho umělým přerušením.

## Přístupnost reprodukční zdravotní péče
V roce 1990 kamerunská vláda schválila zákon č. 90/035 o zákazu vzdělávání v oblasti kontroly porodnosti. Přesto jsou interrupce a tajně poskytovaná reprodukční zdravotní péče široce rozšířené a přibližně čtyřicet procent urgentních hospitalizací na gynekologicko-porodnických oddělení tvoří případy spojené s touto problematikou. Přístup k potratovým klinikám se většinou omezuje pouze na města.